# Torre dels Moros (Riudecols)
La Torre dels Moros o Torre de Guaita de Riudecols (Baix Camp) és una torre medieval de vigilància i de defensa declarada com a bé cultural d'interès nacional.

## Descripció
La torre o casa forta en ruïnes està situada al camí de les Roques, entre el puig de Vilavella i la línia fèrria, a uns 3 quilòmetres al sud-est del poble. És de planta trapezoïdal i fa 8 x 5 metres de base i 5 metres d'alçada aproximada actualment. Està feta de paredat amb reforços als angles. En alguns punts està assentada sobre blocs petris que formen sòcol. A la part superior, a uns 2 metres de terra, canvia el tipus de guarniment i es veuen restes de filades més modernes. Es conserven restes de sageteres i merlets. En dues de les obertures o sageteres hi ha, reaprofitades com a material de construcció, tègules romanes, probablement procedents de les inhumacions. Prop d'aquest conjunt hi ha la base d'una altra torre quadrangular, de 4 metres de costat aproximadament.

## Història
Probablement del segle xvi o anteriorment, servia per a vigilar la costa i els camins que hi adreçaven a l'època dels desembarcaments dels pirates berberiscos; d'aquí li ve el nom de torre "dels moros", tan freqüent a la resta de la contrada. Al seu peu s'hi troben restes d'una vil·la romana i una petita necròpolis tardoromana.